# Gabriel Chabrat
Gabriel Chabrat est un artiste peintre et plasticien creusois, né en 1936 à Felletin. Enseignant, il a été professeur d'arts plastiques et directeur au collège de Chénérailles.

## Église de Sous-Parsat
L'église romane de Sous-Parsat, entièrement détruite sous la révolution, a été reconstruite en 1870 dans le style néo-roman. De 1986 à 1989, Gabriel Chabrat a entièrement repeint les murs intérieurs et la voûte d'une fresque aux formes exacerbées, n'utilisant que les couleurs primaires, qui reprend les étapes clefs de la Bible, depuis la Création jusqu'à l'Apocalypse. Des vitraux prolongent ces différentes scènes. L'ensemble crée un choc visuel propre à interpeller le visiteur.

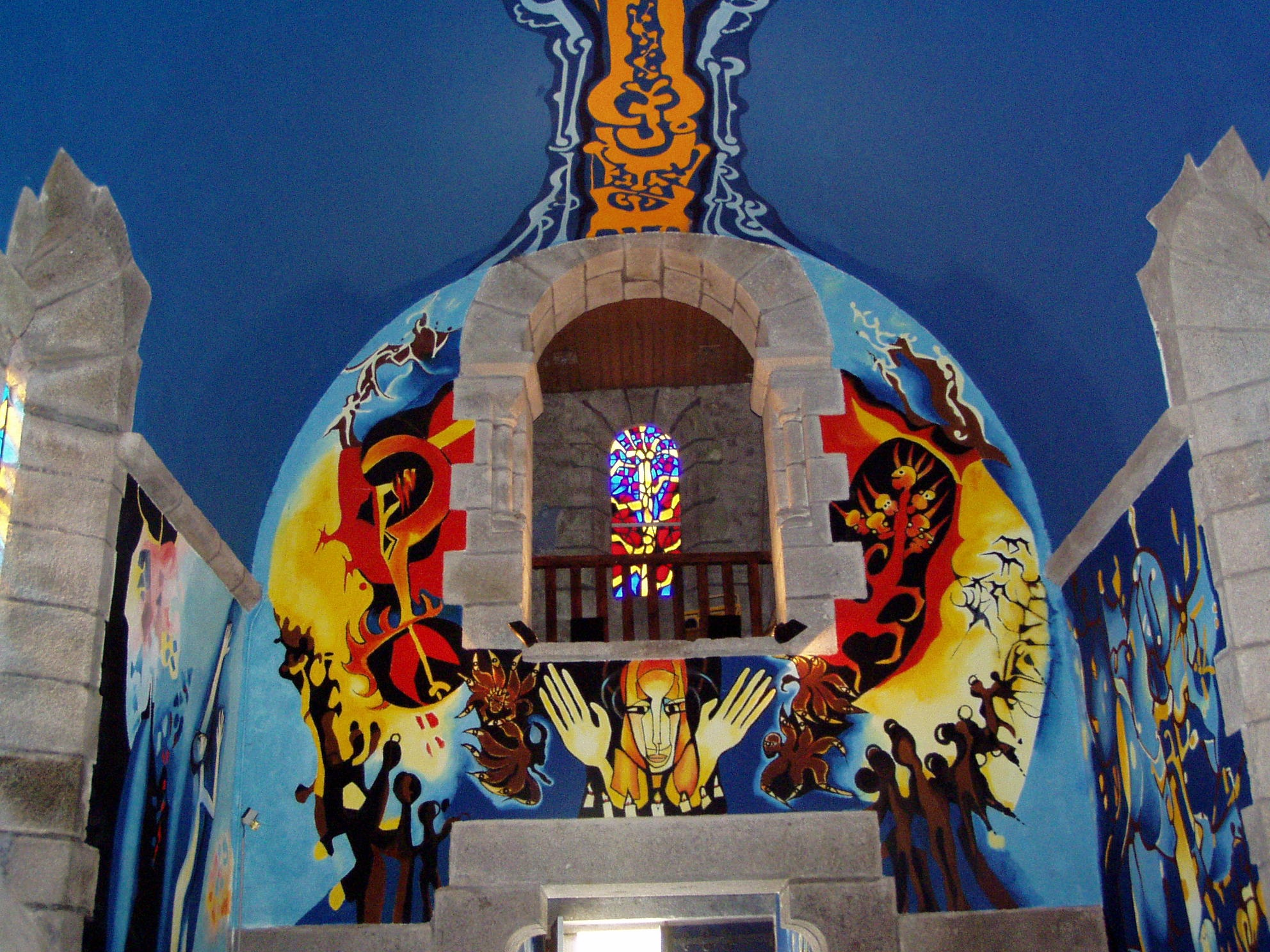
l'Apocalypse
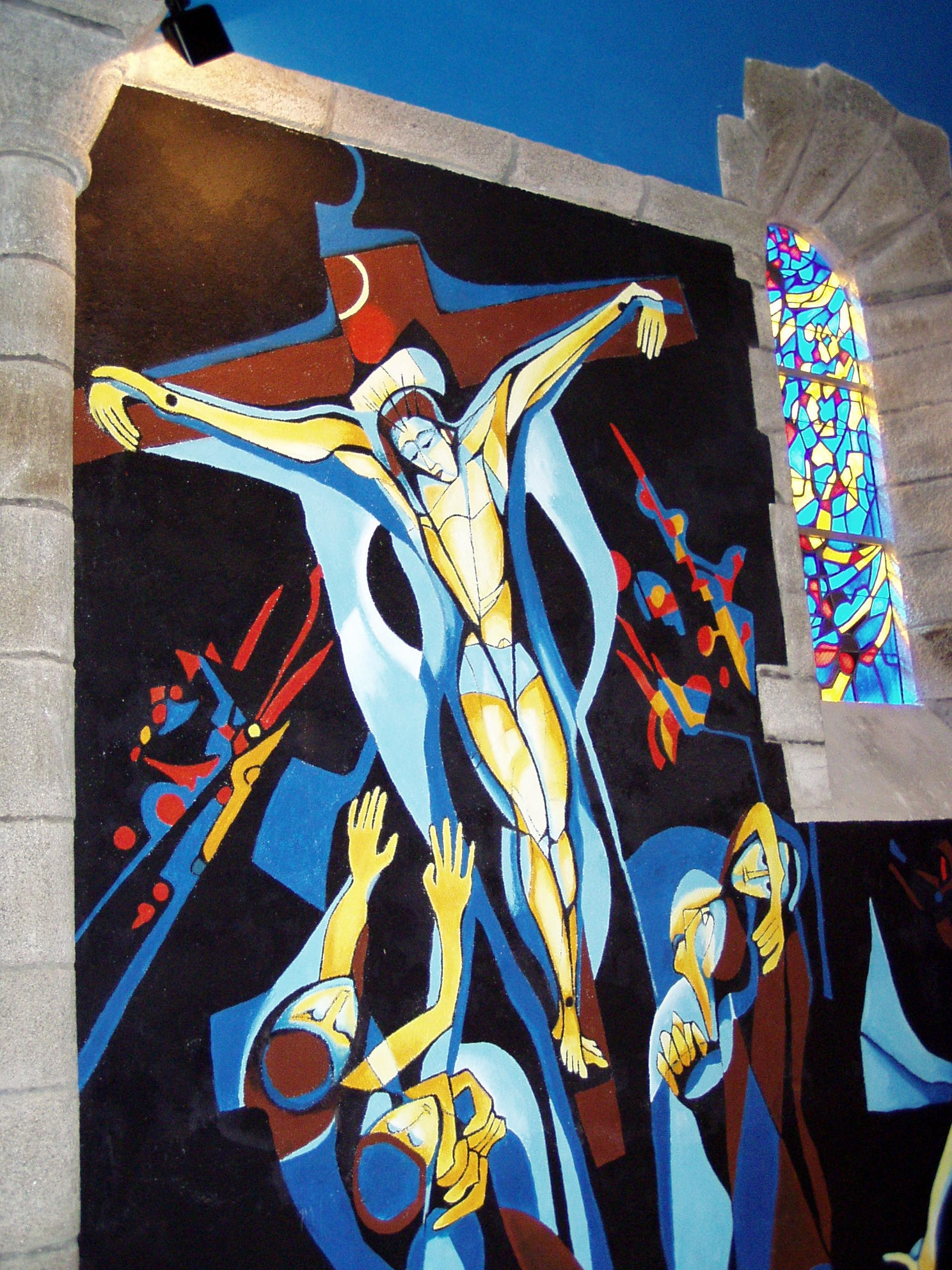
La Crucifixion
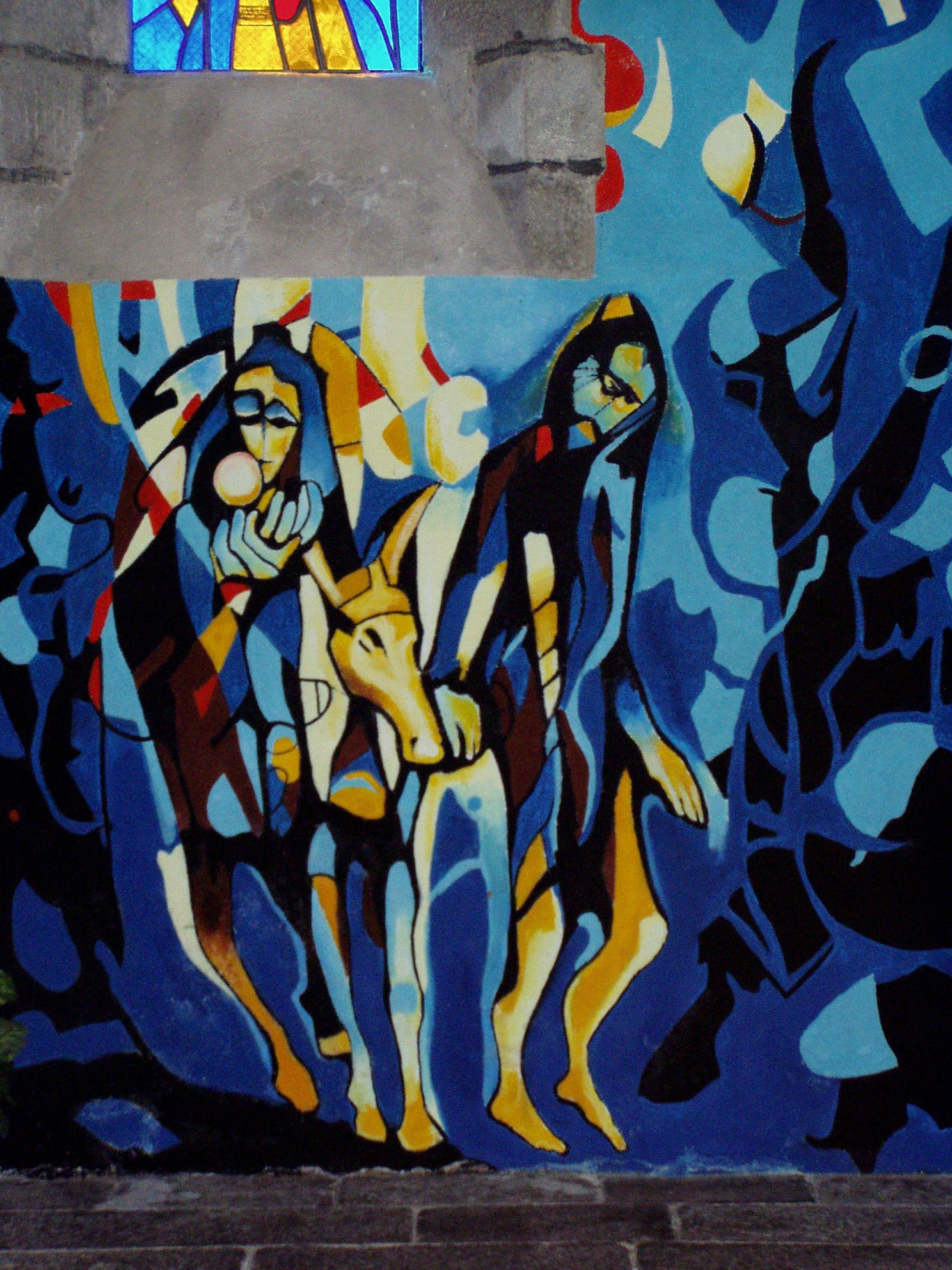
La fuite en Égypte

## Atelier
Gabriel Chabrat présente au public l'ensemble de ses œuvres dans une ancienne grange aménagée du village de Sous-Parsat.

## La Maison du Père Noël
Depuis 2001, l'ancienne maison du sabotier accueille dans le bourg de Sous-Parsat la résidence secondaire du Père Noël. En décembre, des maquettes de Gabriel Chabrat représentant des personnages humains, animaux, châteaux et carrosses ornent la maison et ses abords dans un style fantasmagorique. Un éclairage met les maquettes en valeur et provoque la magie du lieu. A la nuit tombée, le père Noël quitte son traîneau et ses rennes sur les hauteurs du bois de La Gasne, au sud-est de Sous-Parsat, et rejoint le bourg où l'attend une foule d'enfants devant la maison. Accompagné de lutins, le père Noël dépose ses sacs de jouets devant la cheminée et consulte le courrier déposé toute l'année par les enfants. L'animation a lieu tous les week-ends de décembre, vers 19h.

## Rayonnement
Le collège de Chénérailles est décoré de fresques réalisées par les élèves du peintre creusois. Des tapisseries ont été réalisées par les Ateliers Picaud à Aubusson et Pinton à Felletin d'après ses œuvres.